# Solo contro Roma
Solo contro Roma è un film del 1962, diretto da Luciano Ricci. Le scene girate in arena furono dirette da Riccardo Freda.